# Collinsia crassipalpis
Collinsia crassipalpis là một loài nhện trong họ Linyphiidae.
Loài này thuộc chi Collinsia. Collinsia crassipalpis được Lodovico di Caporiacco miêu tả năm 1935.